# Nationalversammlung der Republik Kongo

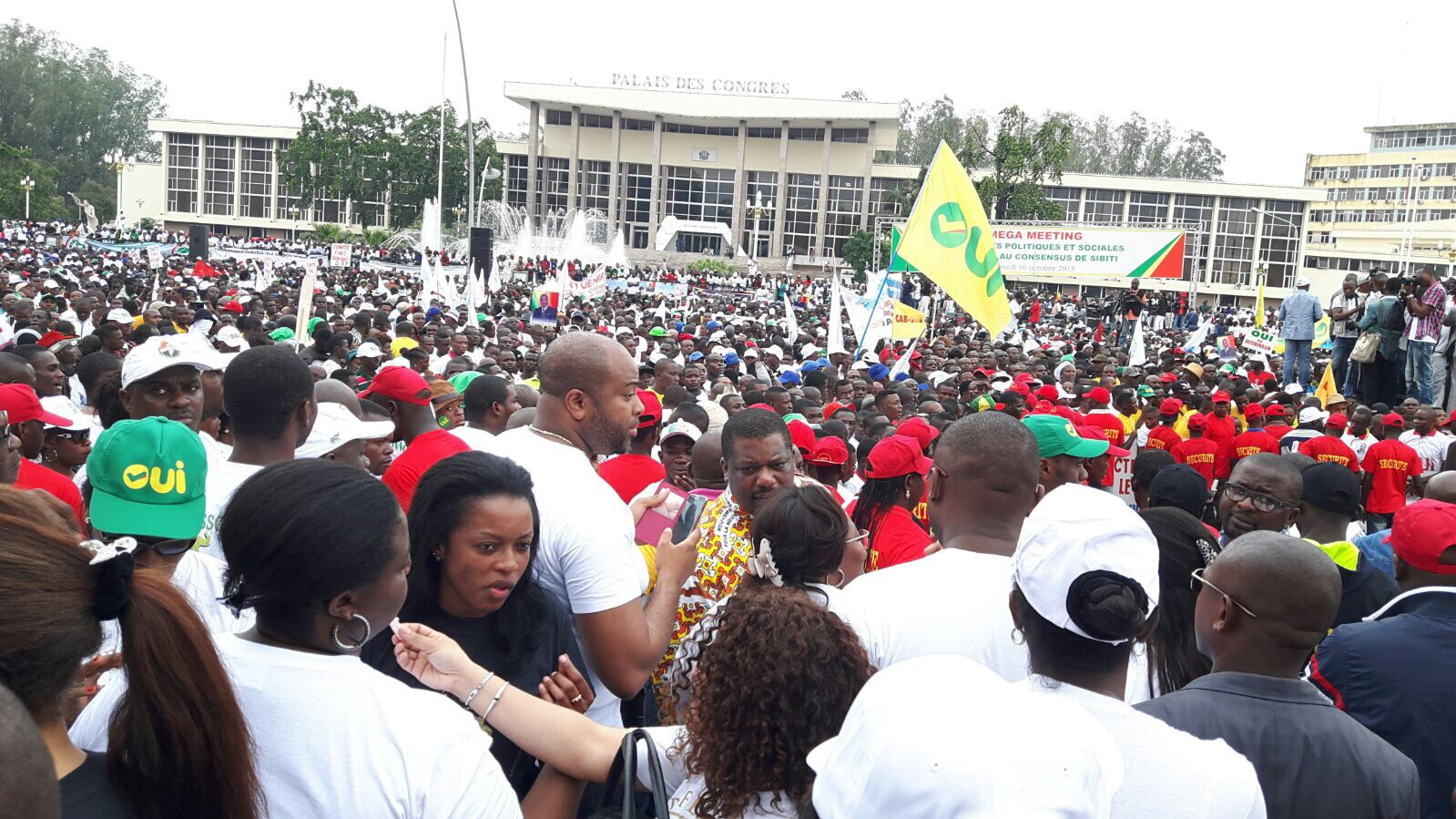
Parlamentssitz im Palais des congres in Brazzaville (Demonstration 2015)

Die Nationalversammlung der Republik Kongo (französisch Assemblée Nationale de la République du Congo) ist das Unterhaus im Zweikammersystem der Republik Kongo.
In die Nationalversammlung werden 151 Abgeordnete für jeweils fünf Jahre gewählt. Es befindet sich in der Hauptstadt Brazzaville.

## Wahlen
- 1992
- 1993
- 2002
- 2007 (24. Juni und 5. August 2007)
- 2012 (15. Juli und 5. August 2012)
- 2017 (16. und 30. Juli 2017)

## Parlamentspräsidenten
- Alphonse Massemba-Débat, 1959–1961
- Marcel Ibalico, 1961–1964
- André Mouélé (PCT), 1992
- André Milongo (UDR-Mwinda), 1993–1997
- Jean-Pierre Thystère Tchicaya (RDPS), 2002–2007
- Justin Koumba (PCT), 2007–2017
- Isidore Mvouba (PCT) seit 2017